# کاله وارونن
کاله وارونن (به انگلیسی: Kalle Varonen) (زادهٔ ۱۱ آوریل ۱۹۷۴) شناگر اهل فنلاند است.